# Хендри, Иан
И́ан Хе́ндри (англ. Ian Hendry, 13 января 1931 — 24 декабря 1984) — английский актёр. Известность приобрёл в 1960-е, снимаясь в сериале Мстители. Наиболее известные фильмы Убрать Картера (1971) и Профессия: репортёр.

## Биография
Актерская карьера Иана началась в 1955 году с небольших ролей на телевидении и в кино. В 1960 году он получил первую главную роль —- доктор Джеффри Брент в криминальном сериале Полицейский-хирург. Сериал из 13-ти серий прошел не особо удачно, но Хендри был замечен и взят на подобную роль доктора Дэвида Кила в новый приключенческий сериал под названием Мстители. Первоначально, Хендри был звездой сериала, а его партнер Патрик Макни в роли Джона Стида был его коллегой. Тем не менее производство первого сезона было прекращено из-за забастовки на студии и Хендри воспользовавшись возможностью покинул сериал и начал карьеру в кино. Патрик Макни занял его место и стал звездой сериала.
Иан Хендри умер в канун Рождества 1984 года в возрасте 53 лет от желудочного кровоизлияния. Он был кремирован и предан земле.

## Личная жизнь
Иан был женат трижды:
- Филлис Джоанна Белл (визажист на телевидение, сентябрь 1955 — октябрь 1962).
- Джанет Манро (актриса, 16 февраля 1963 — декабрь 1971). Дочери: Салли и Корри.
- Сэнди Джонс (27 мая 1975 — 24 декабря 1984). Дочь: Эмма.

## Избранная фильмография
| Год  |   | Русское название                | Оригинальное название  | Роль                                          |
| ---- | - | ------------------------------- | ---------------------- | --------------------------------------------- |
| 1956 | ф | Мистер Питкин: вверх тормашками | Up in the World        | сержант коммандо (не указан в титрах)         |
| 1959 | ф | Путь наверх                     | Room at the Top        | Сирил                                         |
| 1960 | ф | Потопить «Бисмарк»              | Sink the Bismarck!     | офицер "Короля Георга V" (не указан в титрах) |
| 1963 | ф | Девушка в газетных заголовках   | Girl in the Headlines  | инспектор Брикетт                             |
| 1964 | ф | Дети проклятых                  | Children of the Damned | полковник Том Лльюэллин                       |
| 1965 | ф | Холм                            | The Hill               | старший сержант Уильямс                       |
| 1965 | ф | Отвращение                      | Repulsion              | Майкл                                         |
| 1971 | ф | Убрать Картера                  | Get Carter             | Эрик Пэйс                                     |
| 1972 | ф | Байки из склепа                 | Tales from the Crypt   | Карл Мэйтлэнд                                 |
| 1975 | ф | Профессия: репортёр             | The Passenger          | Мартин Найт                                   |
| 1978 | ф | Омен 2: Дэмиен                  | Damien: Omen II        | Майкл (не указан в титрах)                    |

## Номинации и награды
- 1963 г. — номинировался на премию «BAFTA» в категории «Самый многообещающий новичок в главной роли» в фильме «Живи сейчас — расплачивайся потом».
- 1966 г. — получил награду «Золотая Звезда» за главную роль в сериале «Осведомитель».
- 1972 г. — номинировался на премию «BAFTA» за второстепенную роль в фильме «Убрать Картера».